# Tom Trana
Tom Trana (Kristinehamn, 29 novembre 1937 – 17 maggio 1991) è stato un pilota automobilistico svedese, vincitore del campionato europeo rally 1964 su Volvo PV544 S.

## Palmarès
- Campionato europeo rally: 1
1964 su Volvo PV544 S